# King Baby
King Baby ist eine Fantasy-Tragikomödie von Kit Redstone und Arran Shearing. Das von den Machern als „absurde Komödie“ beschriebene moderne Märchen spielt in einem zerfallenden Königreich, das nur von einem König und einem Diener bevölkert ist. Gespielt werden diese von Graham Dickson und Neil Chinneck. Die Premiere von King Baby erfolgte im Januar 2024 beim Internationalen Filmfestival Rotterdam.

## Handlung
In den Ruinen einer alten Burg. Zwei Männer spielen einen König und seinen Diener. Weil sich der König eine Königin wünscht, erschafft ihm sein Diener eine aus Holz. Der König heiratet diese Puppe, doch schon bald aber beginnt er damit, diese schrecklich zu behandeln. Der Diener hat unterdessen eine glühende Liebe zu seiner neuen Königin entwickelt, was mörderische Folgen hat.

## Produktion
Regie führten Transgender-Künstler Kit Redstone und Arran Shearing, die gemeinsam auch das Drehbuch schrieben. Für Redstone stellt King Baby das Regiedebüt dar und basiert auf einem Theaterstück. Shearing wurde für den Film Forgotten Man aus dem Jahr 2017 mit dem Leo Award ausgezeichnet und ist auch für seinen Kurzfilm You Say Yes von 2018 bekannt. Sie beschreiben King Baby als eine „absurde Komödie“.
Graham Dickson, bekannt aus Filmen wie All My Friends Hate Me und After Life, und Neil Chinneck, bekannt für Sommaren 85 und Happy Warriors, spielen im Film den König und seinen Diener.

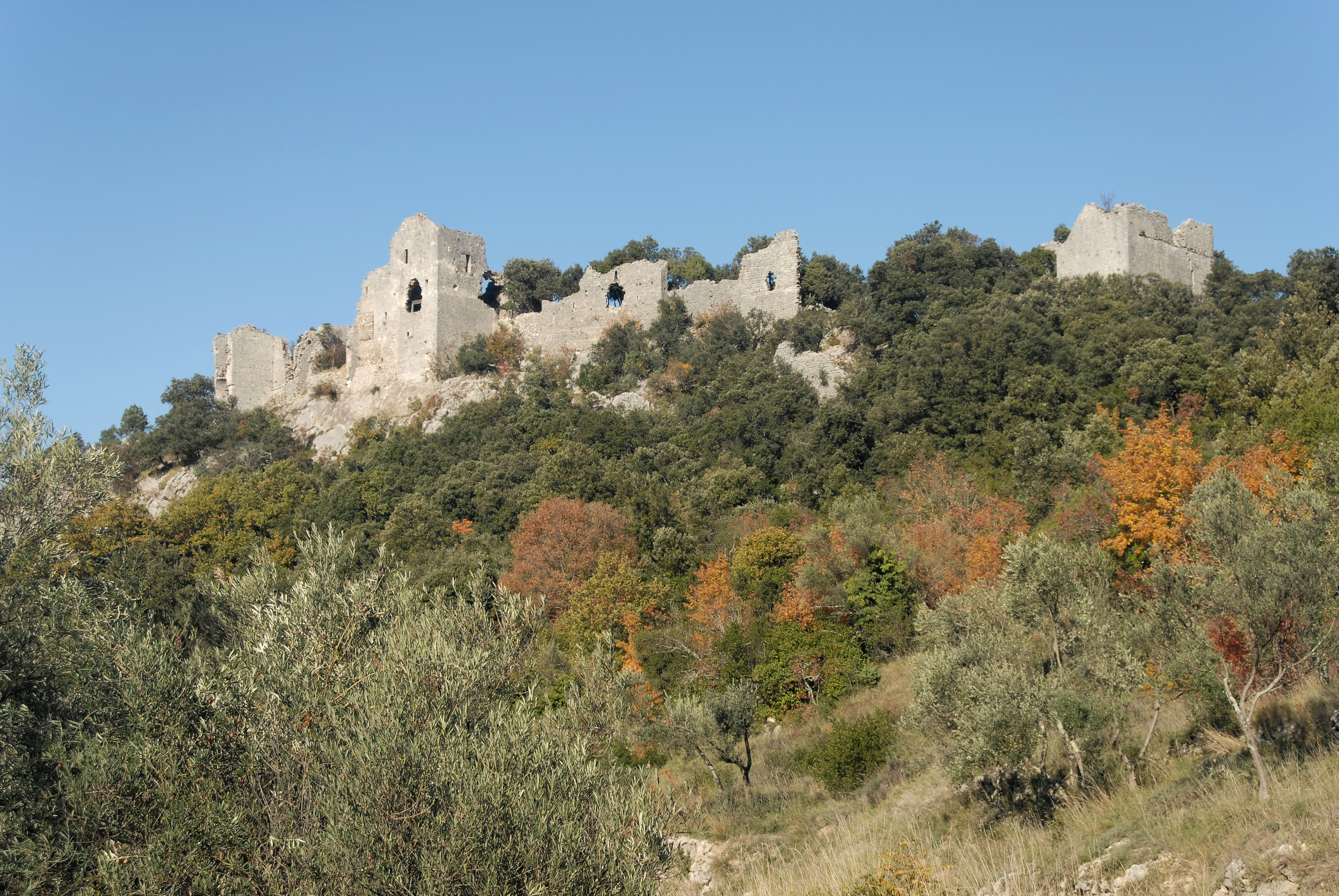
Der Film wurde im Château Allègre gedreht

Die Dreharbeiten fanden im Jahr 2022 in der südfranzösischen Gemeinde Allègre-les-Fumades im Département Gard rund um ein Château statt. Kameramann Ryan Petey war in der Vergangenheit für Filme wie Helix – Es ist in deiner DNA seines Bruders Eric Petey, mehrere Fernsehfilme und zuletzt für den Thriller The Painter von Kimani Ray Smith tätig.
Die Weltpremiere von King Baby fand am 28. Januar 2024 beim Internationalen Filmfestival Rotterdam statt, wo der Film in der Sektion Bright Future gezeigt wurde. Im August 2024 wurde der Film beim Edinburgh International Film Festival vorgestellt. Anfang November 2024 wird er beim Belfast Film Festival gezeigt.

## Auszeichnungen
Im Rahmen der Verleihung der British Independent Film Awards 2024 befindet sich King Baby in der Longlist für den Raindance Maverick Award.
Leo Awards 2024
- Nominierung für die Beste Regie – Spielfilm (Arran Shearing)
- Nominierung für das Beste Drehbuch – Spielfilm (Arran Shearing)
- Nominierung für die Beste Kamera – Spielfilm (Ryan Petey)[7]